# Sandao (sockenhuvudort i Kina, Jilin Sheng, lat 42,53, long 128,45)
Sandao är en sockenhuvudort i Kina. Den ligger i provinsen Jilin, i den nordöstra delen av landet, omkring 300 kilometer sydost om provinshuvudstaden Changchun. Antalet invånare är 20 132. Befolkningen består av 9 941 kvinnor och 10 191 män. Barn under 15 år utgör 14,0 %, vuxna 15-64 år 78 %, och äldre över 65 år 7,0 %.
Runt Sandao är det ganska glesbefolkat, med 27 invånare per kvadratkilometer. Det finns inga andra samhällen i närheten. I omgivningarna runt Sandao växer i huvudsak blandskog.
Genomsnittlig årsnederbörd är 1 148 millimeter. Den regnigaste månaden är juli, med i genomsnitt 287 mm nederbörd, och den torraste är januari, med 11 mm nederbörd.